# Tatort: Der Schnee vom vergangenen Jahr
Der Schnee vom vergangenen Jahr  ist ein österreichischer Fernsehkrimi aus dem Jahr 1986. Das Drehbuch schrieb Milo Dor, Regie führte sein Sohn Milan Dor. Als siebte von 13 Folgen der Kriminalreihe Tatort wurde er vom ORF außerhalb der offiziellen Tatort-Reihe ohne die ARD, aber mit dem Bayerischen Rundfunk produziert und in der Erstausstrahlung nur in Österreich gesendet. Es war überdies die einzige Folge, in der nicht ein Polizist, sondern ein Journalist offiziell als Ermittler angegeben wurde.

## Handlung
Die reiche Boutiquenbesitzerin und Modeschöpferin Cora Winter wird von ihrer Haushälterin erdrosselt in ihrer Badewanne aufgefunden. Die Beamten Hegner und Navratil werden zum Tatort gerufen und befragen die Haushälterin, diese kann aber nichts Weiterführendes aussagen. Der Geschäftsführer von Frau Winter, Lackner, sagt aus, dass er eine Zeit lang eine intime Beziehung mit der Toten gehabt habe, er sei ihr einziger Vertrauter gewesen und wusste, dass sie zu einer Geschäftsreise nach München gewollt habe. Die Haushälterin weiß von einer geplanten Reise der Toten nichts. Lackner gibt an, zur Tatzeit in einem Café gewesen zu sein. In der Wohnung findet Navratil Kokain, Lackner räumt ein, von einem Konsum Winters gewusst zu haben. Hegner ruft den mit ihm befreundeten Journalisten Alex Lutinsky dazu, der Cora Winter oberflächlich gekannt hat. Zwei Unbekannte passen Lutinsky ab und befragen ihn nach dem Tod Winters, doch dieser blockt ab. Die Unbekannten folgen Lutinsky, doch kann dieser sie abhängen und sie seinerseits zu einer Villa verfolgen. Er schreibt daraufhin seinen Artikel mit Andeutungen, dass mehr hinter der Tat stecken könnte und östliche Geschäftspartner mit dem Mord zu tun haben könnten. Am nächsten Morgen treffen sich Hegner und Lutinsky, Hegner befragt Lutinsky nach dessen Erkenntnissen. Dieser erzählt ihm von dem Aufeinandertreffen mit den beiden Unbekannten, was Hegner als journalistische Spekulationen abtut.
Kurze Zeit später passen die beiden Unbekannten Lutinsky auf dem Weg zu seiner Redaktion erneut ab und teilen ihm mit, dass ihr Chef, der Geschäftsmann Tarachabi, sich mit ihm unterhalten möchte. Tarachabi habe mit Cora Winter mit Baumwollkleidern gehandelt, Lutinsky weigert sich allerdings, mitzukommen. Tarachabi sucht Lutinsky daraufhin in der Redaktion auf, dieser droht ihm wegen seiner Berichterstattung und erzählt ihm, dass er ein Verhältnis mit Winter gehabt habe. Lutinsky begreift, dass es bei den Geschäften zwischen Winter und ihm nicht um Kleidung, sondern um Waffenhandel ging. Tarachabi gibt Lutinsky einen Hinweis auf dessen Schulfreund Manfred Kellermann, der mehr über die Geschäfte von Cora Winter wisse. Lutinsky sucht Kellermann auf, trifft diesen aber nicht an, sondern nur dessen Sekretärin. Als er geht, läuft ihm ein Unbekannter über den Weg, der wütend auf Kellermann ist und diesen sucht. Lutinsky folgt dem Unbekannten in den Buchladen von einem Kurt Schneider, in dem rechtsradikale Literatur vertrieben wird. Schließlich folgt er ihm zu der Villa, zu der er neulich auch Tarachabis Schergen gefolgt war. Durch das Türschild erfährt er, dass dieser Johann Kahr heißt. Am Abend sucht er Kellermann in einem Restaurant auf und befragt ihn nach Cora Winter, dieser gibt zu erkennen, dass er sie gut gekannt und von illegalen Geschäften Winters gewusst hatte, doch verweigert er ihm weitere Auskünfte, Kahr kenne er nicht. Kellermann droht Lutinsky, falls dieser über ihn schreibe.
Hegner und Navratil vernehmen unterdessen Lackner, den sie für den Täter halten. Lutinsky sucht die Beamten während des Verhörs auf, Hegner hat Lackner vorläufig festnehmen lassen, weil dieser der Alleinerbe von Winter ist und daher ein Motiv hatte, Lutinsky interessiert sich mehr für die Hintergründe, Hegner hingegen will nur den Mord selbst aufklären. Als Lutinsky nach Hause kommt, findet er seine Wohnung aufgebrochen und durchsucht vor. Er setzt seine Lebensgefährtin daraufhin ein, um in seinen Recherchen weiterzukommen. Als er Kahr aufsucht, findet er diesen von einem Unbekannten niedergeschlagen vor. Kahr weiß nicht, wer ihn niedergeschlagen hat, er will angeblich mit Lutinsky kooperieren. Lutinsky sucht erneut Schneiders Buchhandlung auf und warnt diesen, dass sein Freund Kahr überfallen wurde, doch Schneider verweigert ihm die Kooperation. Kahr sucht, beschattet von Lutinkys Lebensgefährtin, den Autohändler Zecchi auf, während Lutinsky Schneider beschattet. Schneider trifft sich mit Lackner, den er schließlich erschießt. Bei Hegner und Navratil schweigt Schneider beharrlich, Lutinksy klärt Hegner schließlich über seine Identität auf, dessen Verbindung zu Lackner kennt er allerdings auch nicht. Währenddessen springt Schneider aus dem Fenster des Verhörzimmers vor Navratils Augen in den Tod. Während Lutinskys Chefredakteur die Mordgeschichte nicht mehr als Titelgeschichte bringen will, ist Lutinskys Ermittlerehrgeiz nun erst recht geweckt. Er spürt, dass er wegen seiner Recherchen verfolgt wird, die beiden Handlanger Tarachabis sind hinter ihm her, am nächsten Morgen gelingt es Lutinsky allerdings, diese mit einem Trick abzuschütteln.
Er sucht erneut Kahr auf, dieser macht einen verwirrten Eindruck. Er erzählt Lutinsky, dass er ein neues Leben in Südamerika anfangen wollte, Schneider habe dies ihm dies vermasselt. Er wirft Lutinsky hinaus. Lutinsky sucht Zecchi auf, er fragt den Autohändler nach Kahr, dieser gibt vor, ihn nicht zu kennen und serviert Lutinsky unwirsch ab. Lutinskys Lebensgefährtin folgt Kahr unterdessen in eine Rotlichtbar, während Lutinsky erneut Kellermann aufsucht. Er trifft nur seine Sekretärin an, die von Kellermann verprügelt wurde, weil sie sich zwei Tage zuvor mit Lutinsky unterhalten hatte. Kahr verliert währenddessen in der Bar die Nerven und würgt eine Animierdame, woraufhin er von der Polizei festgenommen wird. Er gesteht der Polizei gegenüber den Mord an der Dame, obwohl diese noch lebt. Lutinsky, der von seiner Lebensgefährtin hinzu gerufen wurde, begreift, dass Kahr nicht die Animierdame, sondern Cora Winter meint. Lutinsky informiert Hegner, diesem gegenüber gesteht Kahr den Mord an Winter, er sei in sie verliebt gewesen, doch diese hätte ihn nach seinem Liebesgeständnis nur ausgelacht, woraufhin er sie erwürgt habe. Lutinsky zweifelt das Geständnis an, doch Hegner gibt sich mit dem Geständnis zufrieden, für ihn sei der Fall abgeschlossen. Lutinsky ist empört über das mangelnde Engagement Hegners.
Am Abend kommt Lutinsky die Idee, in den Buchladen Schneiders einzubrechen, dort findet er ein verdächtiges Päckchen und steckt es ein. Als er in sein Auto steigt, ist er sich bewusst, dass er von Zecchi verfolgt wird. Bei sich zu Hause tauscht er das Kokain gegen Milchpulver aus. Als es an der Tür klingelt, versteckt Lutinsky das in der Buchhandlung gefundene Kokain und deponiert das Milchpulver in einem scheinbaren Versteck im Wohnzimmer. Als er die Tür öffnet, steht von ihm erwartet Zecchi vor der Tür und bedroht Lutinsky mit einer Waffe. Er verlangt die Herausgabe des Kokains, woraufhin ihm Lutinsky das präparierte Päckchen mit dem Milchpulver aushändigt. Der Autohändler gibt ihm dafür 100.000 US$ in bar. Am nächsten Morgen wird Lutinsky von den beiden Schergen Tarachabis abgefangen, diese klären ihn auf, dass Johann Kahr Schneider überredet hat, von dessen ehemaligen SS-Kameraden aus Bolivien Kokain liefern zu lassen. Durch Cora Winter sollte dieses an Kellermann verkauft werden. Warum Kahr Cora Winter umgebracht hat, wissen die Handlanger auch nicht, sie vermuten, dass Geld im Spiel war, das Cora Winter Kahr geliehen hatte. Nach Winters Tod hatte Lackner Schneider erpresst, woraufhin dieser in Panik geraten war. Nach dem Mord an Cora Winter war Kellermann sofort aus dem Drogengeschäft ausgestiegen, Kahr suchte einen neuen Partner und geriet dabei an Zecchi, der in der Szene allerdings nur ein kleiner Fisch und inzwischen untergetaucht ist. Lutinsky weiß nun, dass der Waffenhändler Tarachabi mit dieser Geschichte nichts zu tun hat, woraufhin dieser aus den Schlagzeilen ist. Lutinsky liefert Hegner das Kokain und die falschen Dollar-Noten ab, die er von Zecchi bekommen hat, die Story könne Hegner bei Lutinsky am nächsten Tag nachlesen. Lutinsky ist von Hegner enttäuscht, weil dieser nicht engagierter war in dem Fall, doch Hegner zeigt ihm, dass er bereits resigniert hat und nicht gegen Windmühlen kämpfen will.

## Produktion
Der Schnee vom vergangenen Jahr  war die einzige Tatort-Folge mit dem Journalisten Alex Lutinsky als Ermittler. Es war überdies die einzige Tatort-Folge, in der ein Journalist statt eines Polizisten die Ermittlungen führte. Miguel Herz-Kestranek, der zuvor bereits in drei vorherigen Folgen den Inspektor Ullmann als Assistenten von Hirth gespielt hatte, spielte den Journalisten und Hauptermittler Lutinsky. Die Folge Der Schnee vom vergangenen Jahr wurde ein halbes Jahr nach der Erstausstrahlung am 27. Juni 1987 erst- und einmalig vom Bayerischen Rundfunk in Deutschland ausgestrahlt.